# Bistum Vabres

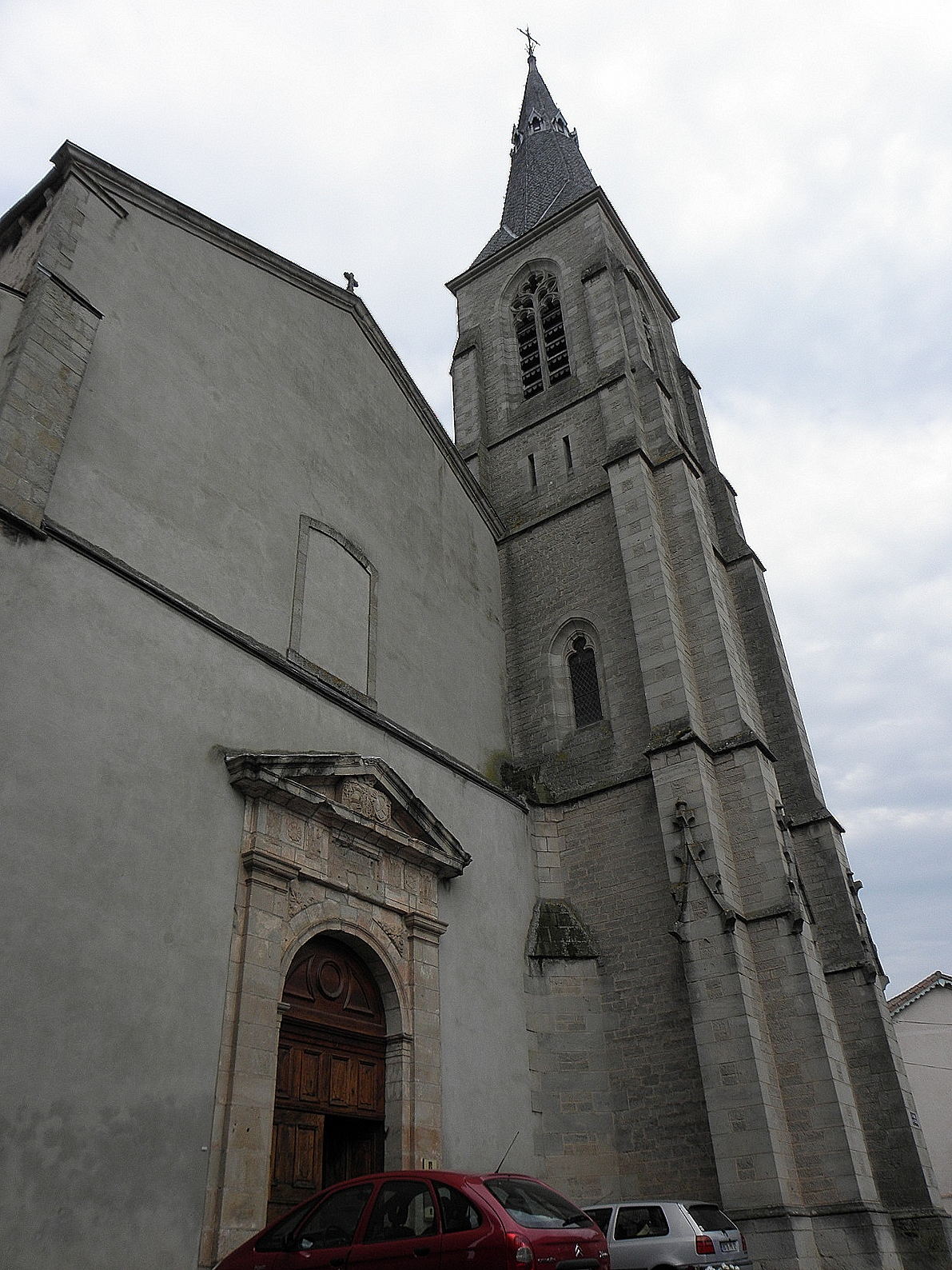
Die Kathedrale Saint-Sauveur-et-Saint-Pierre in Vabres-l’Abbaye

Das Bistum Vabres (lateinisch Dioecesis Vabrensis) war eine in Frankreich gelegene römisch-katholische Diözese mit Sitz in Vabres-l’Abbaye.

## Geschichte
Das Bistum Vabres wurde am 11. Juli 1317 durch Papst Johannes XXII. mit der Päpstlichen Bulle Salvator noster aus Gebietsabtretungen des Bistums Rodez errichtet. Es wurde dem Erzbistum Bourges als Suffraganbistum unterstellt. Erster Bischof war Pierre d’Olargues. Am 3. Oktober 1678 wurde das Bistum Vabres dem Erzbistum Albi als Suffraganbistum unterstellt.
Am 29. November 1801 wurde das Bistum Vabres infolge des Konkordates von 1801 durch Papst Pius VII. mit der Päpstlichen Bulle Qui Christi Domini aufgelöst und das Territorium wurde den Bistümern Cahors und Montpellier angegliedert.